# 岡垣町
岡垣町（おかがきまち）は、福岡県遠賀郡に位置する町。北九州地区を構成する。
北九州都市圏の10%通勤圏に属し、福岡都市圏の5%通勤圏に属している。

## 概要
町内を交通の大動脈である国道3号と鉄道の鹿児島本線が縦貫し、北九州市小倉北区に30km、福岡市中央区から40kmと比較的近い所に位置することから北九州市・福岡市のベッドタウンであり、北九州都市圏を構成する発展著しい町である。2005年の国勢調査では人口で水巻町を抜き、遠賀郡で最も人口の多い町となった。
反面、「うみがめもかえる町」のキャッチフレーズのもと、北部の三里松原を中心にしっかりとした自然の保護がなされている。町域北部は響灘に面しており、町域西部の宗像市との境界部には宗像四塚と呼ばれる300〜400m級の山々が連なっている。
周辺の遠賀郡は勿論の事、明治期まで遠賀郡（おんがこおり）に属していた、北九州市八幡西・東区および北九州市が七区制に移行する際に八幡西区へ割譲された旧若松区西部地区との関係は特に親密である。また、宗像市との関係がとても緊密であり、経済的に相互依存している。
町の中心部にある岡垣サンリーアイは総合施設で、図書館、ウェーブアリーナ、フィットネスジムなどがあり、多目的施設として充実している。
岡垣町は海老津駅前を都心、岡垣町役場・岡垣サンリーアイ周辺を副都心としている。海老津駅前には、情報の受発信の核となっている情報プラザ「人の駅」がある。

## 地理
福岡県の北部、北九州市（小倉北区）から西へ約30km、福岡市（中央区）から北東へ約40kmの場所に位置する。市内までは、北九州市（八幡西区）から約8km、福岡市（東区）から約23kmである。

### 隣接市町村
- 宗像市
- 遠賀郡：遠賀町、芦屋町、鞍手郡

### 地名
- 内浦
- 海老津
- 黒山
- 上畑
- 高倉
- 手野
- 戸切
- 糠塚
- 野間
- 波津
- 原
- 三吉
- 山田
- 吉木

1998年から毎年9回に分けて住居表示が実施された。
- 公園通り一丁目〜三丁目（1998年、高倉・野間より発足）
- 鍋田一丁目〜二丁目（1998年、戸切・山田より発足）
- 東高陽一丁目〜二丁目（1998年、戸切・山田より発足）
- 松ケ台一丁目〜5丁目（1998年、山田より発足）
- 南高陽（1998年、戸切より発足）
- 山田峠一丁目〜二丁目（1998年、山田・糠塚より発足）
- 高陽台一丁目〜三丁目（1999年、戸切より発足）
- 東松原一丁目〜三丁目（1999年、戸切・山田より発足）
- 百合ケ丘一丁目〜二丁目（1999年、戸切・山田より発足）
- 旭台一丁目〜五丁目（2000年、黒山・野間・山田より発足）
- 旭南（2000年、山田より発足）
- 桜台（2001年、山田より発足）
- 東山田一丁目〜二丁目（2001年、山田より発足）
- 海老津駅前（2002年、海老津より発足）
- 中央台一丁目〜六丁目（2002年、海老津・野間・山田より発足）
- 野間一丁目〜五丁目（2003年、野間・高倉・山田・吉木より発足）
- 東高倉一丁目〜二丁目（2003年、高倉より発足）
- 海老津駅南一丁目〜三丁目（2004年、海老津・戸切・山田より発足）
- 吉木西一丁目〜二丁目（2005年、吉木・高倉より発足）
- 吉木東一丁目〜二丁目（2005年、吉木より発足）
- 海老津一丁目〜三丁目（2006年、海老津・野間より発足）
- 野間南（2006年、野間より発足）

## 歴史
1889年（明治22年）の町村制施行に伴い、遠賀郡に岡県村と矢矧村が編成される。両村は地理や風俗に共通点が多く、また鉄道駅誘致のために協力したこともあり（1910年に海老津駅として結実する）合併の機運が高まり、1907年（明治40年）に両者の対等合併によって岡垣村として発足した。「岡垣」という村名は、両村の合併に際して新たに採用されたものである。新村名について意見がまとまらなかったため、遠賀郡長が決定したという逸話がある。

### 町名の由来
いずれも古代に由来する、この地域の古い地名「岡」（岡県村もこれに由来していた）と、「垣崎」（垣前郷）の「垣」を折衷したものである。

### 自治体沿革
- 1907年10月1日 遠賀郡岡県村及び矢矧村が合併して、遠賀郡岡垣村が発足する。
- 1962年10月1日 町制施行して、岡垣町となる。

## 行政

### 町長
- 門司晋（2021年1月21日就任、1期目）[3]

| 代    | 氏名     | 就任年月日    | 退任年月日    | 備考     |
| ----- | -------- | ------------- | ------------- | -------- |
| 1     | 俵口静江 | 1962年10月1日 | 1965年8月5日  |          |
| 2     | 辻守荘   | 1965年8月6日  | 1969年8月5日  |          |
| 3     | 深田順一 | 1969年8月6日  | 1973年3月8日  |          |
| 4-7   | 辻守荘   | 1973年4月8日  | 1989年4月7日  | 返り咲き |
| 8-10  | 刀根功   | 1989年4月8日  | 2000年12月5日 |          |
| 11-12 | 樋髙龍治 | 2001年1月22日 | 2009年1月20日 |          |
| 13-15 | 宮内實生 | 2009年1月21日 | 2021年1月20日 |          |
| 16    | 門司晋   | 2021年1月21日 | 現職          |          |

### 町議会
- 定数：13人
- 任期：2023年4月30日

## 産業

### 漁業
- 波津漁港

### 商業
岡垣町の発展とともに、旧国道3号の海老津駅前地区を中心に発展してきた。寿屋を中心とした海老津ショッピングセンターは開店した当時では最先端の店舗となっており、地元商店街や近隣市町の有力店舗を中心とした専門店街、上層階にマンションを備えるまさに町の核としての役割を果たして来た。また、1988年（昭和63年）までは海老津駅周辺の道路は狭隘でバスが乗り入れできなかったため、駅からバスセンターや寿屋までの幹線道路だった昭和通り商店街も近郊商業の中心としての役割を果たしていた。しかし寿屋の破綻による店舗撤退やショッピングセンターの老朽化、駅前の道路整備、郊外への買い物客の流出などにより個人商店は減少傾向にある。
郊外部では食品スーパーや、大型ドラッグストアや複合ショッピングセンターなどが出店し利便性が増している。2007年11月に町北東部の糠塚地区にスーパーセンターと40の専門店からなる「イオン岡垣ショッピングセンター」が開業した。また2010年代に入り、町内の至る所で大型量販店の出店が相次いでいる。
主な企業
- 遠賀信用金庫
- 永順産業
- 永和
- 松本製作所
- 力丸鋼機
- ハタリー精密
- 中島ターレット
- 日本オムニグロー

### 農業
巨峰、ミカン、ビワなどの果物が栽培され、特にビワは福岡県下一位の生産量。

## 人口

### 国勢調査人口
- 昭和10年 - 8151人
- 昭和15年 - 11635人
- 昭和20年 - 14320人
- 昭和25年 - 14339人
- 昭和30年 - 15629人
- 昭和35年 - 13417人
- 昭和40年 - 13807人
- 昭和45年 - 16760人
- 昭和50年 - 21483人

### 統計人口
| |                                        |  |
| 岡垣町と全国の年齢別人口分布（2005年） | 岡垣町の年齢・男女別人口分布（2005年） |  |
| ■紫色 ― 岡垣町 ■緑色 ― 日本全国 | ■青色 ― 男性 ■赤色 ― 女性              |  |
| 岡垣町（に相当する地域）の人口の推移 \| 1970年（昭和45年） \| 16,760人 \| \| \| 1975年（昭和50年） \| 21,483人 \| \| \| 1980年（昭和55年） \| 25,327人 \| \| \| 1985年（昭和60年） \| 27,872人 \| \| \| 1990年（平成2年） \| 27,896人 \| \| \| 1995年（平成7年） \| 28,807人 \| \| \| 2000年（平成12年） \| 30,417人 \| \| \| 2005年（平成17年） \| 31,332人 \| \| \| 2010年（平成22年） \| 32,119人 \| \| \| 2015年（平成27年） \| 31,580人 \| \| \| 2020年（令和2年） \| 31,007人 \| \| |                                        |  |
| 総務省統計局 国勢調査より |                                        |  |
| 1970年（昭和45年） | 16,760人                               |  |
| 1975年（昭和50年） | 21,483人                               |  |
| 1980年（昭和55年） | 25,327人                               |  |
| 1985年（昭和60年） | 27,872人                               |  |
| 1990年（平成2年） | 27,896人                               |  |
| 1995年（平成7年） | 28,807人                               |  |
| 2000年（平成12年） | 30,417人                               |  |
| 2005年（平成17年） | 31,332人                               |  |
| 2010年（平成22年） | 32,119人                               |  |
| 2015年（平成27年） | 31,580人                               |  |
| 2020年（令和2年） | 31,007人                               |  |

## 教育

### 中学校
町立
- 岡垣中学校
- 岡垣東中学校

### 小学校
町立
- 海老津小学校
- 山田小学校
- 戸切小学校
- 吉木小学校
- 内浦小学校

## 交通

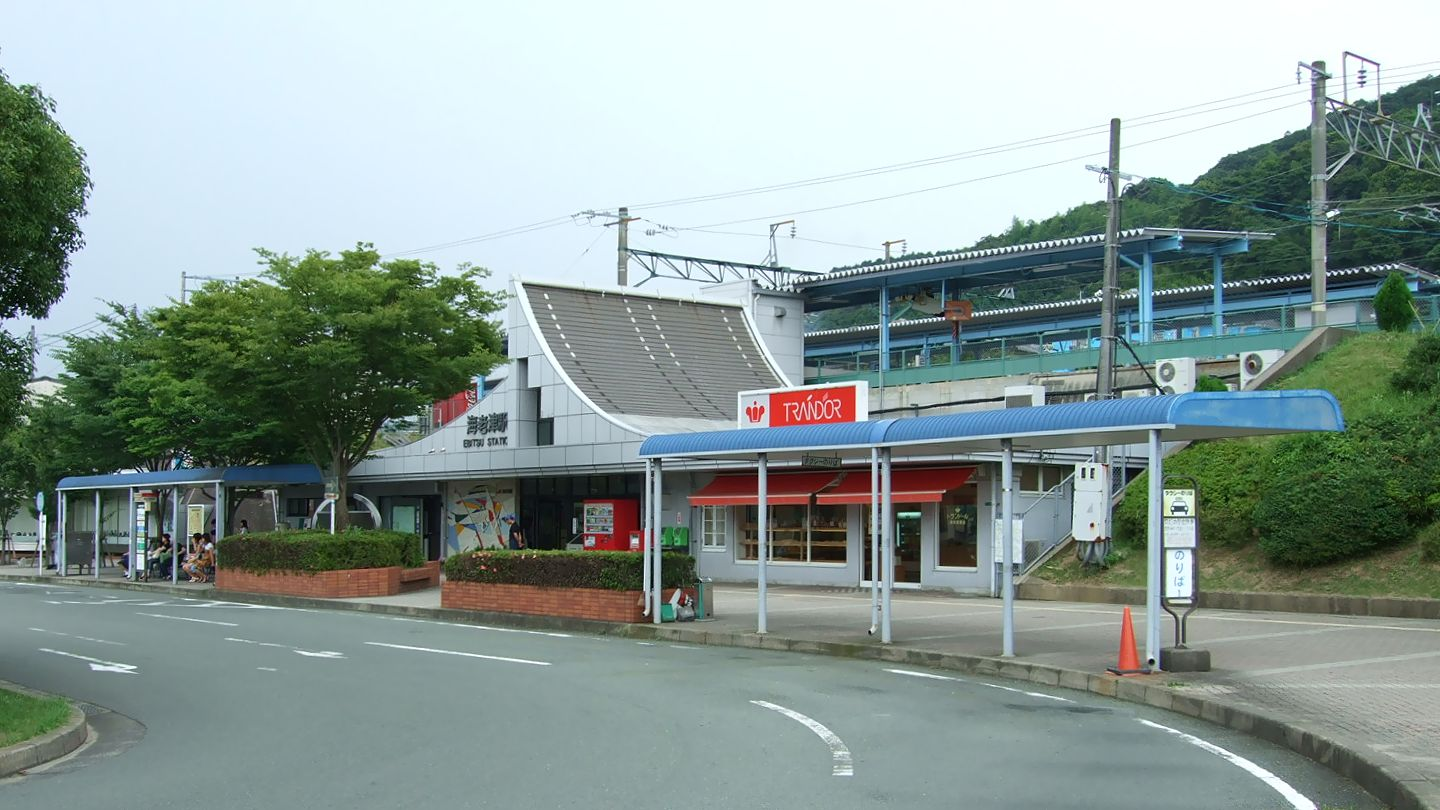
海老津駅

### 鉄道
九州旅客鉄道（JR九州）
- 鹿児島本線：海老津駅

### 路線バス
- 西鉄バス宗像 - 西鉄バスグループ。海老津駅と駅北側の住宅地である松ケ台との間を結ぶ路線（循環路線で両方向ともに運行）、鹿児島本線に並行し海老津駅と西鉄赤間営業所を結ぶ路線がある。赤間営業所 - 海老津駅間の路線は平日1往復のみの運行である。なお、岡垣町内では西鉄バスの運賃は区間にかかわらずコミュニティバスと同額の大人170円・小児90円の均一運賃となっている。
- 岡垣町コミュニティバス「ふれあい」 - コミュニティバス。地元タクシー会社の西部遠賀交通に委託して運行している。海老津駅を拠点に町内各地を運行する。

このほか町域南部では予約制・登録制の乗合タクシーがある（町外在住者も登録可能）。

### 道路

#### 一般国道
- 国道3号
  - 岡垣バイパス
- 国道495号

#### 主要地方道
- 福岡県道87号岡垣宮田線

#### 一般県道
- 福岡県道218号海老津停車場線
- 福岡県道287号岡垣宗像線
- 福岡県道288号原海老津線
- 福岡県道291号野間須恵線
- 福岡県道300号岡垣玄海線

### 町外との連絡
- 最寄り空港は北九州空港または福岡空港となるが、いずれも町内と空港を直接結ぶ公共交通は運行されていない。
- 町内にはいかなる形態の高速道路も通っていない。最寄り高速道路インターチェンジは鞍手町にある九州自動車道鞍手インターチェンジ。

町外と町内を結ぶ路線バスは上記の赤間営業所 - 海老津駅間の西鉄バス以外ないため、町内と町外を公共交通で行き来する場合はJR鹿児島本線の利用が基本となる。

## 観光名所
- ゆうれい坂
- 三里松原（日本の白砂青松100選）
- 波津
  - 有数の漁港。

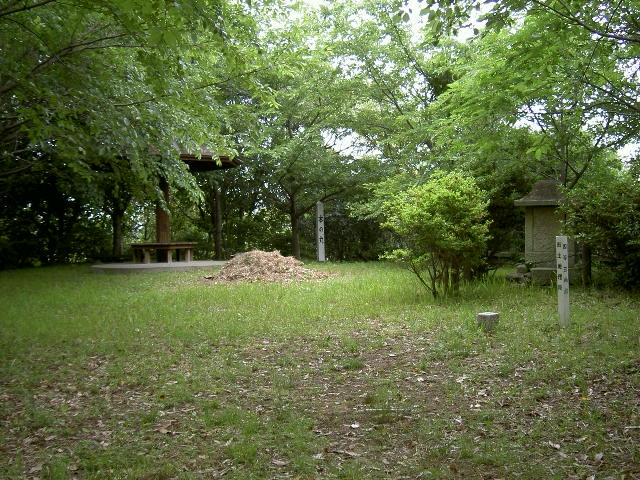
岡城跡

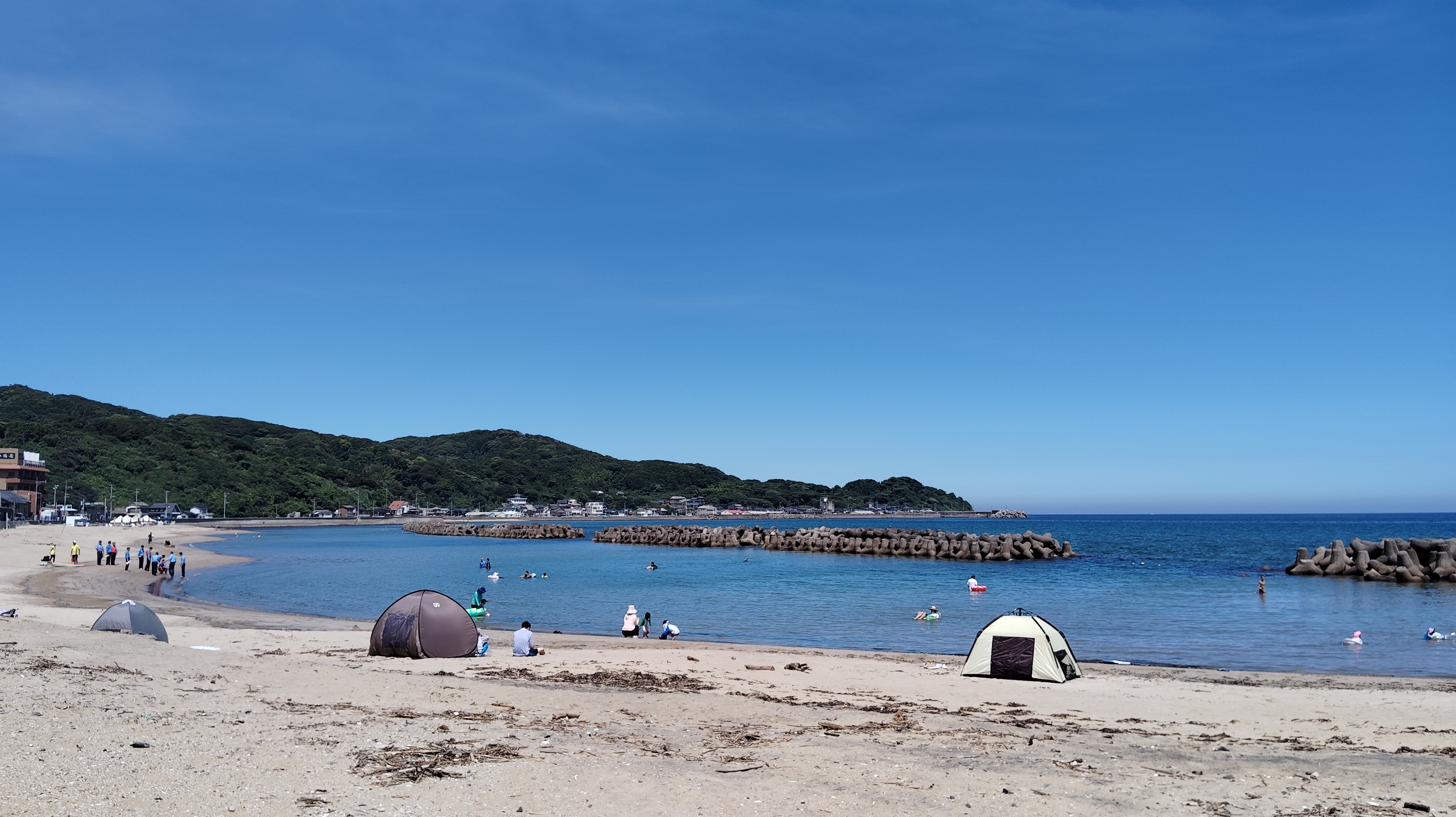
波津海水浴場

  - 海水浴場としても有名。環境省快水浴場百選に選ばれた。
  - 釣りの名所としても有名。
  - 宗像市の鐘崎と生活基盤が一体である。
- 筑前岡城跡地
- 金比羅山
- 城山（蔦ヶ嶽城跡）
- 成田山不動寺

## 岡垣町出身の有名人
- 池田信太郎（バドミントン選手）
- 石橋杏奈（女優）
- 大野隆治（プロ野球選手）
- 笠井美穂（NHK北九州放送局『ニュースブリッジ北九州』キャスター）
- 門司亮（衆議院議員、労働・農民運動家)
- 安河内哲也（東進ハイスクール英語科講師）
- 眞鍋呉夫（作家・文筆家・俳人）
- 古沢'cozi'岳之（ロックバンド「ザ・コレクターズ」ドラム）

### ゆかりの人物
- 梅沢武生、梅沢富美男（大衆演劇役者の兄弟で、池田信太郎・雄一兄弟とは親戚。なお父親は北九州市若松区出身）